# ميكيو ميياشيتا
ميكيو ميياشيتا (باليابانية: 宮下 幹生) (مواليد 23 سبتمبر 1969)، هو لاعب كرة قدم سابق كان يلعب كلاعب وسط.